# اليكس جونيور كريستيان
اليكس جونيور كريستيان (بالفرنسية: Alex Junior Christian)‏ (5 ديسمبر 1993 بهايتي - ) هو لاعب كرة قدم هايتي في مركز الدفاع. شارك مع منتخب هايتي لكرة القدم. أما مع النوادي، فقد لعب مع نادي بوافيشتا ونادي فيوليت ونادي فيلا ريال.

## وصلات خارجية
- اليكس جونيور كريستيان على موقع قاعدة بيانات كرة القدم.إي يو (الإنجليزية)
- اليكس جونيور كريستيان على موقع ناشيونال فوتبول تيمز (الإنجليزية)
- اليكس جونيور كريستيان على موقع Soccerbase.com (لاعب) (الإنجليزية)
- اليكس جونيور كريستيان على موقع Soccerway.com (الإنجليزية)
- اليكس جونيور كريستيان على موقع عالم كرة القدم.نت (الإنجليزية)
- اليكس جونيور كريستيان على موقع AS.com (الإسبانية)